# Autostrada A2 (Franța)
Autostrada franceză A2 leagă autostrada A1, în dreptul localității Combles din departamentul Somme, de autostrada belgiană A7, în dreptul localității Saint-Aybert din departamentul Nord. Prin extensie, această autostradă conectează Paris de Bruxelles. De-a lungul traseului său, autostrada A2 deservește în special aglomerațiile Cambrai și Valenciennes.
Autostrada A2 are o lungime de 76 km, este complet configurată cu 2×2 benzi și face parte din drumul european E19. Secțiunea cuprinsă între autostrada A1 și ieșirea nr. 15 este cu plată, fiind concesionată către SANEF. Secțiunea dintre ieșirea 15 și granița cu Belgia este gratuită și administrată de Direcția Interdepartamentală a Drumurilor Nord (Direction interdépartementale des Routes Nord), care este responsabilă de întreținerea și gestionarea acestei porțiuni. Autostrada a fost deschisă circulației la 19 decembrie 1972

## Locuri sensibile
Între septembrie 2021 și iulie 2022, autostrada A2 a fost închisă pe sensul Bruxelles-Paris la nivelul nodului rutier de la Vicq dintr-un motiv necunoscut, deși un comunicat menționa lupta „împotriva rețelelor de traficanți și a traficului de stupefiante”. Această închidere a cauzat blocaje rutiere majore și a creat neplăceri pentru locuitorii din zonă, deoarece vehiculele au fost obligate să părăsească autostrada și să traverseze cartiere rezidențiale din apropiere.
În ansamblu, traseul autostrăzii este relativ drept, având câteva pante ușoare, dar care nu prezintă pericole pe toată secțiunea concesionată (există o pantă de 5 % în secțiunea neconcesionată, la intersecția cu A23).

## Traseu
| De la Combles la Cambrai-Nord (Concesiune SANEF - Secțiune cu plată)         | |        |
| Intersecție                                                                  | Nod rutier între A1 și A2: Paris, Aeroportul Internațional Paris–Charles de Gaulle, Senlis, Compiègne, Amiens (A29) (din direcția sau în direcția Paris, nod rutier parțial). | A1 A29 |
|                                                                              | 2×2 benzi și o limită de viteză de 130 km/h. |        |
|                                                                              | Trecerea din departamentul Somme în departamentul Pas-de-Calais. |        |
|                                                                              | Zone de odihnă Rocquigny (sensul Paris → Bruxelles) și Barastre (sensul Bruxelles → Paris).                                                                                   |        |
|                                                                              | Zone de servicii Havrincourt (sensul Paris → Bruxelles) și Graincourt (sensul Bruxelles → Paris).                                                                             |        |
| Intersecție                                                                  | Nod rutier între A26 și A2 la 22 km: Reims, Saint-Quentin, Lille (A1), Arras, Laon, Calais.                                                                                   | A26 A1 |
|                                                                              | Trecerea din departamentul Pas-de-Calais în departamentul Nord. |        |
| 14 - Cambrai-Ouest                                                           | La 27 km: Cambrai, Bapaume | RD630  |
| Punct de taxare                                                              | Punctul de taxare Thun-l'Évêque (cu sistem închis) |        |
| De la Cambrai-Nord la Saint-Aybert (Concesiune DIR Nord - Secțiune gratuită) | |        |
| 15 - Cambrai-Nord                                                            | La 40 km: Amiens, Saint-Quentin prin RD, Cambrai, Bouchain, Aniche. | RD630  |
| 16 - Bouchain                                                                | La 42 km: Bouchain, Hordain (ieșire din/ intrare spre Bruxelles, nod rutier parțial).                                                                                         |        |
| 17 - Douchy-les-Mines                                                        | La 43 km: Douchy-les-Mines (ieșire din/ intrare spre Paris, nod rutier parțial).                                                                                              | RD630  |
| Intersecție                                                                  | Nod rutier între A21 și A2 la 45 km: Denain- Nouveau-Monde, Douai, Escaudain, Somain, Aniche                                                                                  | A21    |
| 18 - Denain - centre                                                         | La 48 km: Denain, Haulchin, Z.I. de Thiant. |        |
|                                                                              | Limitare la 110 km/h. |        |
| 19 - Z.I Prouvy-Rouvignies                                                   | La 51 km: Aeroportul Valenciennes (ieșire dinspre Paris, nod rutier parțial).                                                                                                 |        |
| 20 - Valenciennes - Le Vignoble                                              | La 53 km: Valenciennes, La Sentinelle, Trith-Saint-Léger, Anzin + Zona de servicii La Sentinelle (în ambele sensuri).                                                         | RD630  |
| Intersecție                                                                  | Nod rutier între A23 și A2 la 54 km : Lille, Saint-Amand-les-Eaux, Valenciennes-Ouest, Anzin                                                                                  | A23    |
| 21 - Valenciennes - centre                                                   | La 55 km: Marly, Valenciennes, Solesmes, Le Cateau. |        |
| 22a - Maubeuge                                                               | La 57 km: Maubeuge, Bavay și Le Quesnoy (din direcția sau în direcția Paris, nod rutier parțial).                                                                             | RD649  |
| 22b - Valenciennes - Le Roleur                                               | La 57 km: Marly (ieșire din/ intrare spre Paris, nod rutier parțial). |        |
| 23 - Saint-Saulve                                                            | La 59 km: Marly, Valenciennes, Saint-Saulve. |        |
| 23.1 - Sebourg                                                               | La 62 km: Estreux, Condé-sur-l'Escaut, Quarouble, Sebourg. |        |
| 24 - Onnaing                                                                 | La 64 km: Onnaing. |        |
| 25 - Vicq                                                                    | La 69 km: Vicq. |        |
|                                                                              | Zone de odihnă Emblise (sensul Paris → Bruxelles) și Enclosis (sensul Bruxelles → Paris).                                                                                     |        |
| 26 - Crespin                                                                 | La 74 km: Crespin (ieșire din/ intrare spre Paris, nod rutier parțial.). |        |
|                                                                              | Limitare la 120 km/h. |        |
|                                                                              | Zona de odihnă Saint-Aybert (sensul Paris → Bruxelles). |        |
|                                                                              | Intrare pe teritoriul belgian: la 76 km: Bruxelles, Liège, Mons |        |

## Departamente, regiuni traversate
- Somme (80) (fără ieșiri)
- Pas-de-Calais (62) (fără ieșiri)
- Nord (59)

Întregul traseu al autostrăzii se află în regiunea Hauts-de-France.